# Kaldezja
Kaldezja (Caldesia Parl.) – rodzaj roślin z rodziny żabieńcowatych (Alismataceae). Należą do niego trzy gatunki. Zasięg w sposób nieciągły obejmuje różne obszary w Europie, Afryce, Azji i Australii. Jeden gatunek występuje w Europie, w tym także w Polsce – kaldezja dziewięciornikowata C. parnassifolia. Są to rośliny wodne rosnące na mokradłach, w stawach, jeziorach, rzekach i kanałach.

## Morfologia
PokrójRośliny zielne, wieloletnie z krótkimi kłączami, z pędem kwiatostanowym wznoszącym się nad powierzchnię wody.
LiścieWszystkie odziomkowe, zanurzone, pływające na powierzchni i wzniesione ponad nią, ogonkowe (ogonki z miękiszem powietrznym). Blaszka jajowata, zaokrąglona do nerkowatej, na wierzchołku zaokrąglona lub zaostrzona, u nasady ucięta do sercowatej.
KwiatyObupłciowe, zebrane w wierzchotki wyrastające w okółkach po 3–6, tworzące wiechowaty kwiatostan złożony, piramidalnego kształtu. Kwiaty rozwijają się na długich szypułkach. Okwiat podwójny. Działki kielicha szerokojajowate. Płatki korony podobnej długości lub dłuższe od działek, zaokrąglone, białe do białoniebieskawych. Pręcików jest 6 do 9, rzadziej do 12. Owocolistki w liczbie 2–9, rzadko do 20, są wolne, zebrane gęsto na drobnym, płaskim dnie kwiatowym.
OwoceDrobne, jednonasienne i jajowate niełupki, na powierzchni gładkie, żebrowane lub brodawkowate. Egzokarp gąbczasty.

## Systematyka
Pozycja systematyczna
Jeden z rodzajów rodziny żabieńcowatych (Alismataceae), w której obrębie włączany jest do plemienia Sagittarieae Dumortier.
Wykaz gatunków
- Caldesia grandis Sam.
- Caldesia janaki-ammaliae Guha & M.S.Mondal
- Caldesia parnassifolia (Bassi) Parl. – kaldezja dziewięciornikowata